# Lijst van oorlogsmonumenten in Heemstede
De Nederlandse gemeente Heemstede heeft 8 oorlogsmonumenten. Hieronder een overzicht.
| Nr.  | Object                           | Herdachte groep                                | Ontwerper                   | Onthulling   | Type            | Locatie                                  | Plaats    | Coördinaten                   | Foto              |
| ---- | -------------------------------- | ---------------------------------------------- | --------------------------- | ------------ | --------------- | ---------------------------------------- | --------- | ----------------------------- | ----------------- |
| 283  | Gedenkraam in het gemeentehuis   | algemeen                                       | Willem Bogtman              |              | glas-in-lood    | Raadhuisplein 1, 2101 HA                 | Heemstede | 52° 20' 48" NB, 4° 37' 13" OL |                   |
| 284  | Monument aan de Kerklaan         | overig                                         |                             |              | plaquette       | Herenweg 88, 2101 MP                     | Heemstede | 52° 21' 7" NB, 4° 36' 42" OL  |                   |
| 285  | Monument voor Marinus Vaumont    | verzet Nederland                               | Mari Andriessen (1897-1979) | 25 juli 1945 | plaquette       | Havenstraat 17, 2101 LA                  | Heemstede | 52° 20' 54" NB, 4° 37' 19" OL |                   |
| 286  | Monument voor Willem Denijs      | verzet Nederland                               |                             |              | plaquette       | Raadhuisplein 1, 2101 HA                 | Heemstede | 52° 20' 48" NB, 4° 37' 13" OL |                   |
| 1264 | Vrijheidsbeeld                   | algemeen, burgerslachtoffers                   | Mari Andriessen             | 4 mei 1948   | beeld/sculptuur | Vrijheidsdreef                           | Heemstede | 52° 20' 33" NB, 4° 36' 60" OL | Vrijheidsbeeld    |
| 3149 | Indië-monument                   | militairen in dienst van het Ned. Kon. na 1945 |                             | 27 juni 2008 | gedenksteen     | Herfstlaan 3, 2103 AV                    | Heemstede | 52° 20' 29" NB, 4° 37' 9" OL  |                   |
| 3977 | Joods monument Boek van de Namen | vervolgden Nederland                           | Patrick van der Vegt        | 4 mei 2015   | gedenksteen     | Vrijheidsdreef                           | Heemstede | 52° 20' 33" NB, 4° 36' 60" OL | Meer afbeeldingen |
|      | Stolpersteine                    | vervolgden Nederland                           | Gunter Demnig               |              | reliëf          | Zie Lijst van Stolpersteine in Heemstede |           |                               | Stolpersteine     |

Aalsmeer ·
Alkmaar ·
Amstelveen ·
Amsterdam ·
Bergen ·
Beverwijk ·
Blaricum ·
Bloemendaal ·
Castricum ·
Den Helder ·
Diemen ·
Dijk en Waard ·
Drechterland ·
Edam-Volendam ·
Enkhuizen ·
Gooise Meren ·
Haarlem ·
Haarlemmermeer ·
Heemskerk ·
Heemstede ·
Heiloo ·
Hilversum ·
Hollands Kroon ·
Hoorn ·
Huizen ·
Koggenland ·
Landsmeer ·
Laren ·
Medemblik ·
Oostzaan ·
Opmeer ·
Ouder-Amstel ·
Purmerend ·
Schagen ·
Stede Broec ·
Texel ·
Uitgeest ·
Uithoorn ·
Velsen ·
Waterland ·
Weesp ·
Wijdemeren ·
Wormerland ·
Zaanstad ·
Zandvoort